# Adobe (mattone)

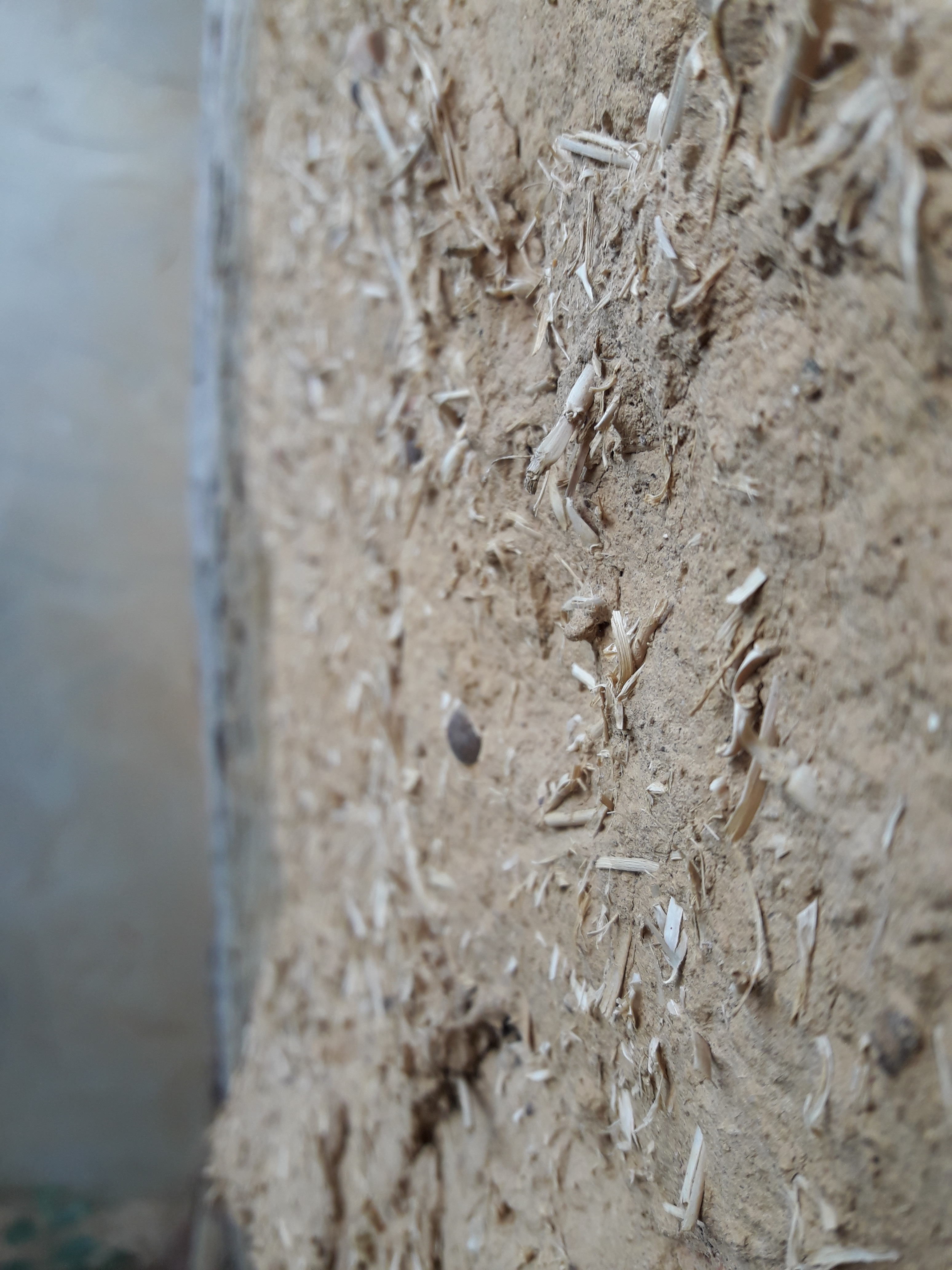
Un dettaglio di muro con adobe a Bahillo, Palencia, Spagna

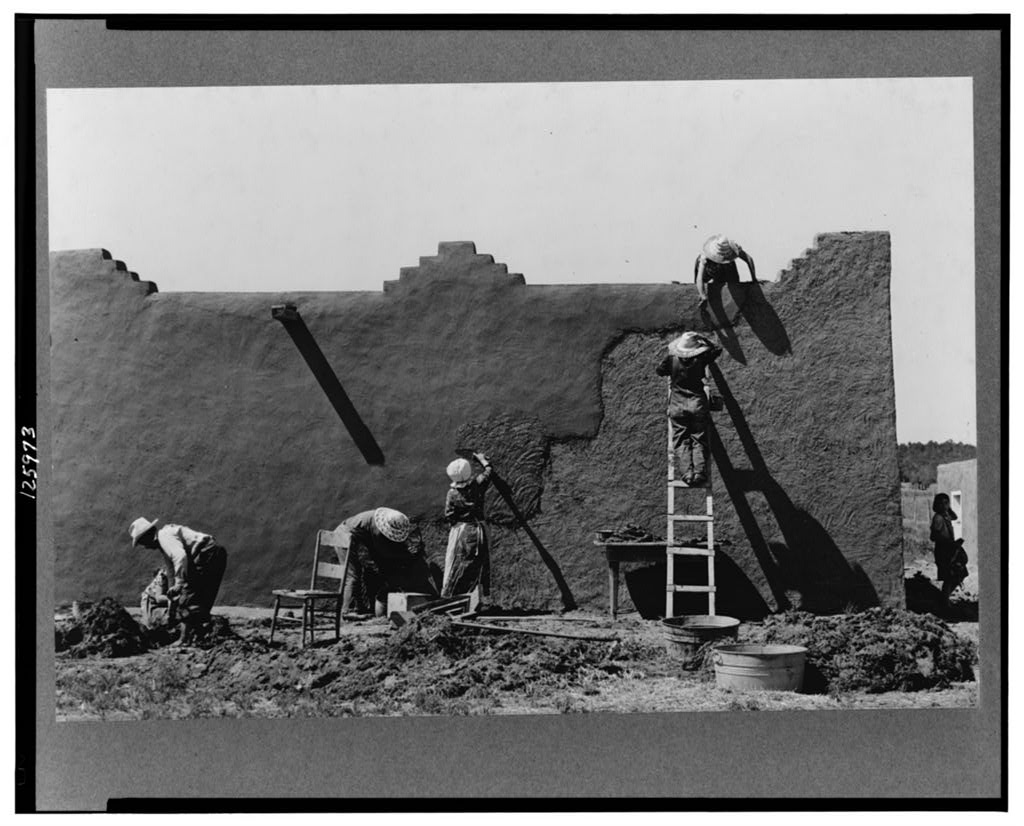
Ristrutturazione di un muro adobe a Chamisal, New Mexico

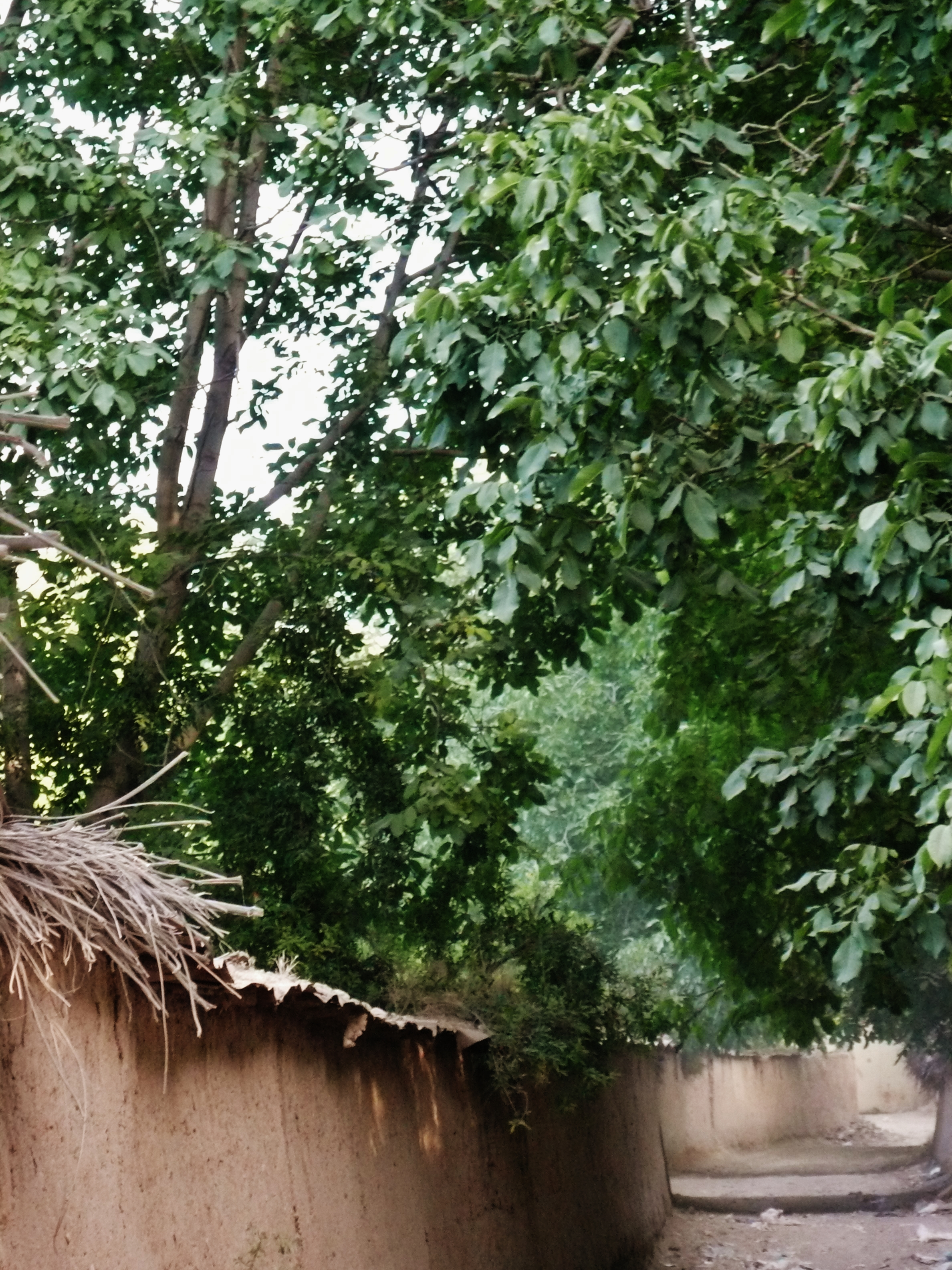
Shiraz, Iran, e i suoi giardini separati da muri adobe

L'adobe o adobo (dall'arabo الطوب "cotto") è l'impasto di argilla, sabbia e paglia essiccata all'ombra, utilizzata da molte popolazioni in ogni epoca per costruire mattoni.
La città più antica ad oggi conosciuta, Çatalhöyük, in Anatolia, del VII millennio a.C., aveva case costruite in adobe. In Spagna è caratteristica delle zone secche sud-orientali.
In Italia è caratteristica in Sardegna, dove viene chiamato ladiri, e soprattutto in Sicilia, portato dalle dominazioni Cartaginesi prima e Arabe poi.
È molto utilizzata anche nelle regioni semidesertiche dell'Africa e dell'America Centrale.
Particolarmente in Messico le casas de adobe sono tutt'oggi patrimonio di molte famiglie che si tramandano questa tradizione da tempo immemore. Mescolare il pasto seco (erba secca) con il fango permette di creare la giusta consistenza, grande resistenza alle intemperie ed inoltre evita che i blocchi, una volta solidificatisi, tendano a rompersi. In seguito i blocchi vengono fatti aderire tra loro con del fango per innalzare dei muri. Attualmente alcuni architetti continuano ad utilizzare muri di adobe in combinazione con il cemento, colonne e lastre di cemento a causa delle sue caratteristiche.

## Caratteristiche
Si fabbrica con terra argillosa e acqua, a mano o usando uno stampo, e si lascia essiccare all'ombra, non al sole dove il grande cambiamento di temperature potrebbe portare a delle spaccature. Per evitare che si secchi eccessivamente, i mattoni vengono avvolti in un involucro costituito da crine di cavallo. Le dimensioni corrette dei mattoni devono essere tali che il bracciante li possa maneggiare con una sola mano.
L'adobe ha un'importante peculiarità termica che gli permette di mantenere il calore durante l'inverno e rilasciarlo durante l'estate, mantenendo una temperatura fresca in tutte le stagioni.
Può sciogliersi con la pioggia, per cui generalmente richiede una manutenzione continua che solitamente si effettua con strati di fango. Non è corretto invece realizzare la protezione con impasto di cemento, dato che lo strato risultante risulta poco permeabile al vapor d'acqua e conserva l'umidità interna, per cui si potrebbe provocare lo sfaldamento dell'adobe dall'interno.
Naturalmente l'adobe è molto economico e permette di fabbricarsi da soli i materiali per costruire la propria casa. Anticamente, nei giorni nei quali non c'erano attività da svolgere nei campi, i lavoratori fabbricavano mattoni di adobe, che poi venivano venduti a chi avesse avuto intenzione di costruirsi una casa.
Attualmente si costruiscono con un maggior controllo della composizione, utilizzando un rapporto del 15% di argilla, 10-30% di limo e 55-75% di sabbia, senza aggiunta di alcun tipo di paglia o altri elementi all'impasto.

## Etimologia
La parola adobe esiste da circa quattromila anni, senza sostanziali variazioni di pronuncia o significato.
L'origine si può far risalire all'egiziano medio (ca. 2000 AC) ɟbt, "mattone di fango". Il termine ha seguito l'evoluzione della lingua in tardo egiziano, demotico o "pre-copto" e infine in copto (ca. 600 AC), dove appare come τωωβε tōʾpə. Passa quindi all'arabo الطوب‎ aṭ-ṭawbu o aṭ-ṭūbu, con l'articolo determinativo al-, tuba, assimilato quindi nello spagnolo medievale come adobe [aˈdobe], probabilmente passando per il mozarabico.

## Galleria d'immagini

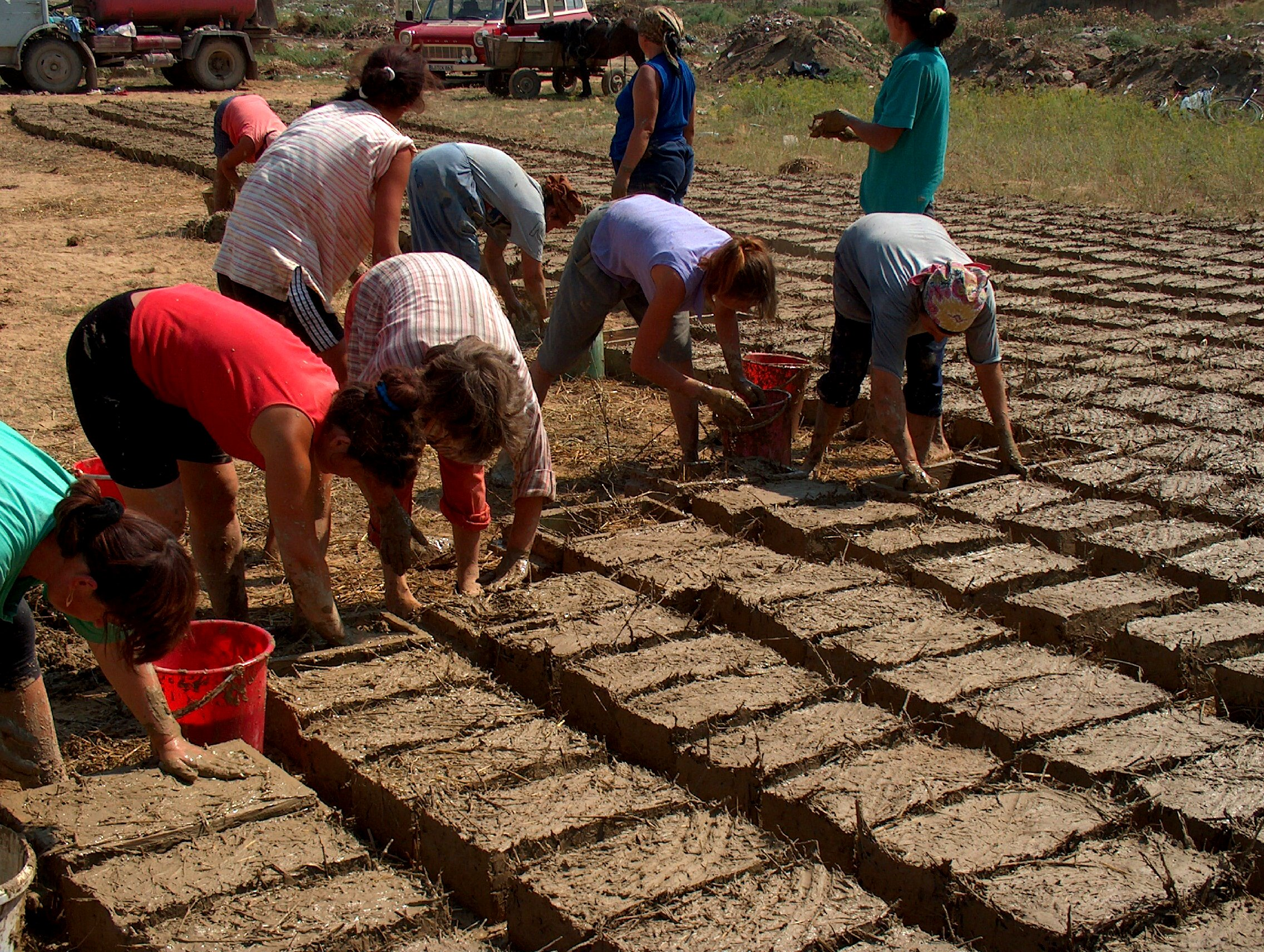
Fabbricazione contemporanea presso il delta del Danubio
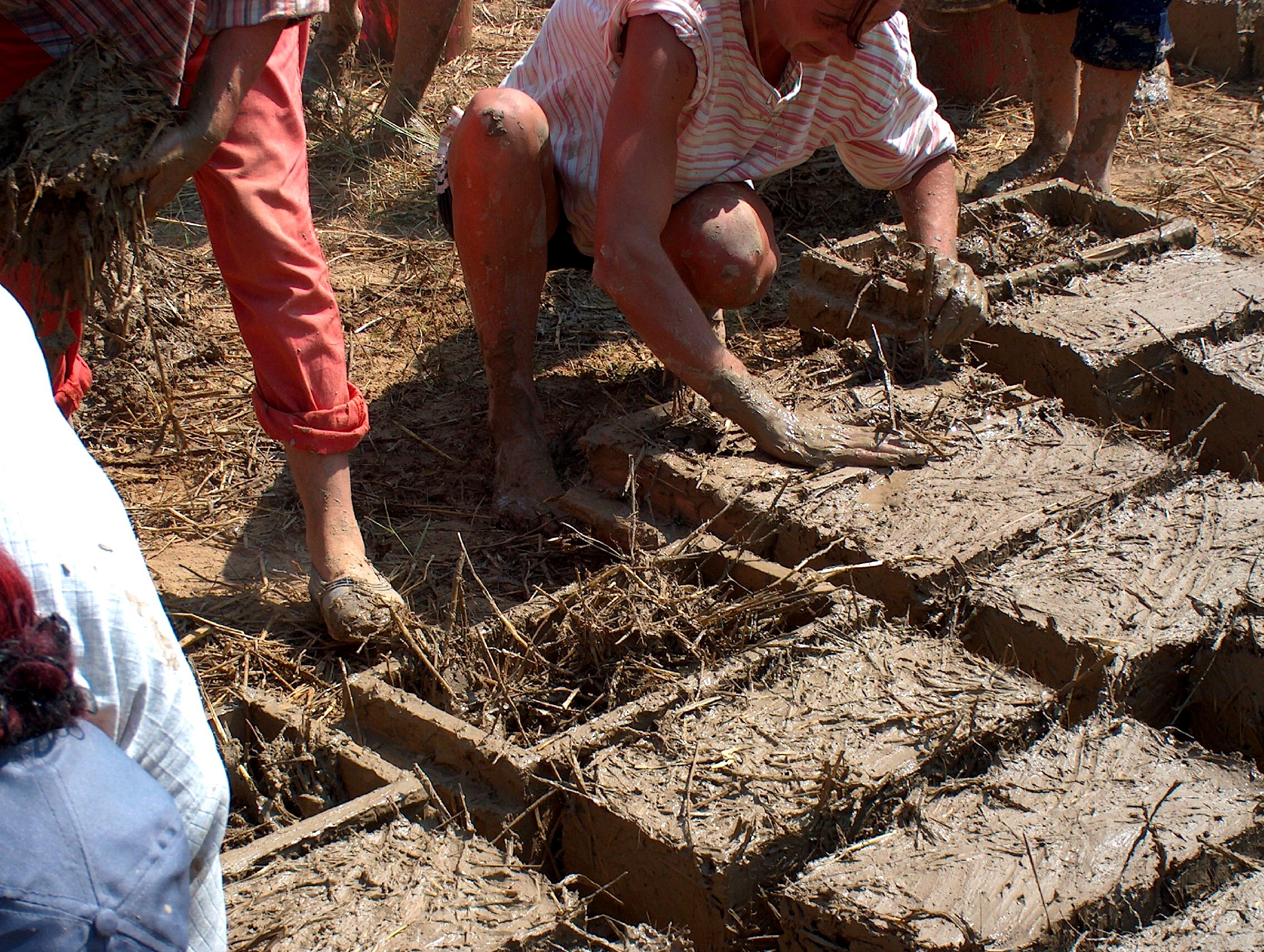
Dettaglio della fabbricazione di un mattone
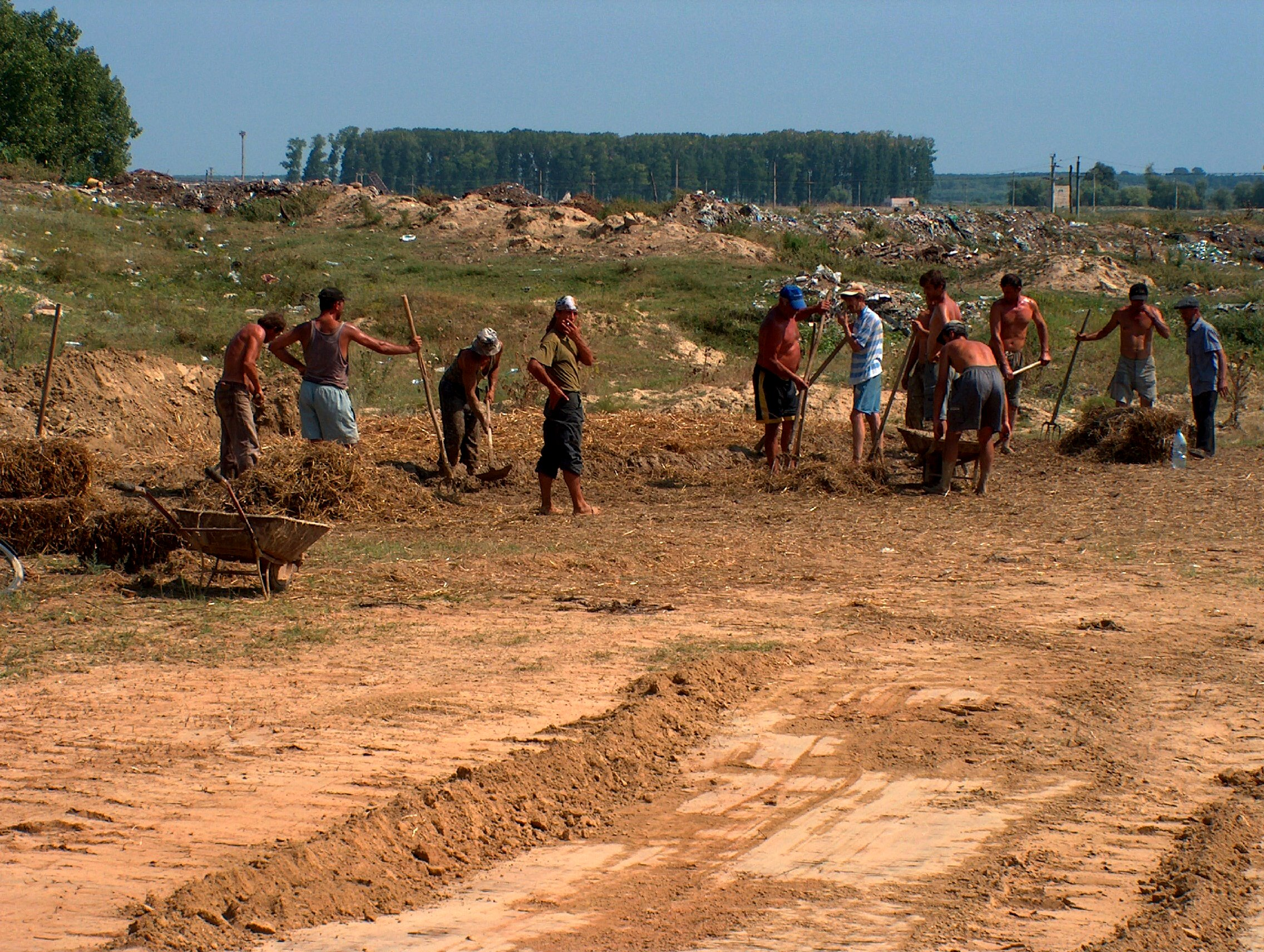
Raccolta del materiale per la fabbricazione
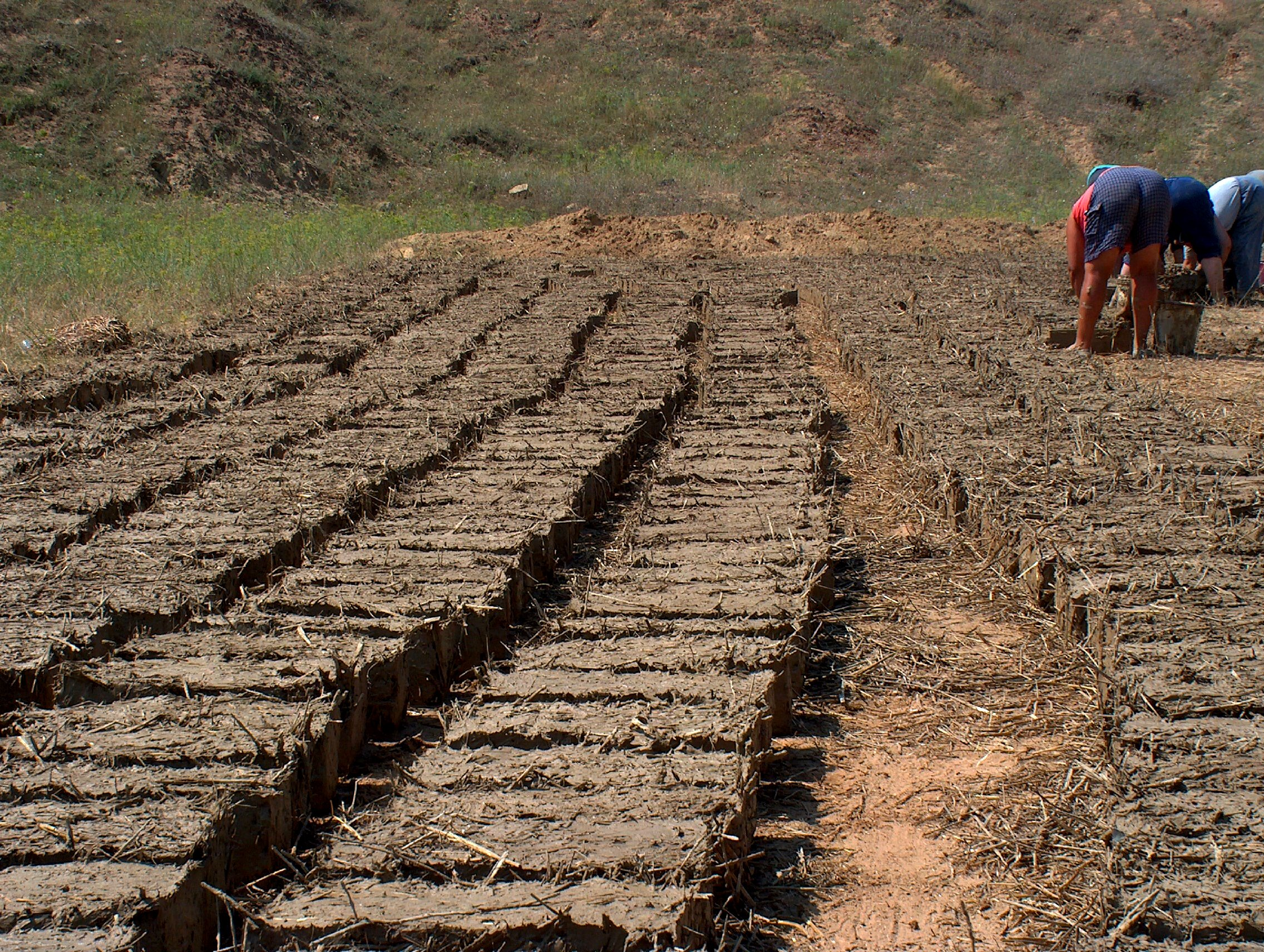
File di mattoni stesi ad essiccare